# Гожемята
 Гожемята  — деревня в Афанасьевском районе Кировской области в составе Ичетовкинского сельского поселения.

## География
Расположена на расстоянии примерно 18 км по прямой на северо-восток от райцентра поселка  Афанасьево.

## История
Известна с 1802 года как деревня Вежашарская на 8 дворов, в 1873 году часть деревни Вежашерская (Горемята), в 1905 деревня Вежишерское (Худяковы), 12 дворов и 61 житель, в 1926 деревня Гожелятская (29 хозяйств и 150 жителей), в 1950 Гожемовское (28 и 90), в 1989 6 жителей. Современное название утвердилось с 1978 года.  

## Население
Постоянное население составляло 6 человек (русские 100%) в 2002 году, 3 в 2010.